# خانه (فیلم ۲۰۱۱)
خانه (روسی: Дом) فیلم درام روسی است به کارگردانی en:Oleg Pogodin که در سال ۲۰۱۱ منتشر شد.